# Paracromastigum pachyrhizum
Paracromastigum pachyrhizum là một loài Rêu trong họ Lepidoziaceae. Loài này được Fulford mô tả khoa học đầu tiên năm 1968.